# Eugenio Morel
Eugenio Félix Morel Bogado (* 2. Februar 1950 in Asunción, Paraguay) ist ein ehemaliger paraguayischer Fußballspieler. Auf Vereinsebene spielte er unter anderem in Argentinien bei Racing Club und CA San Lorenzo de Almagro, sowie in Paraguay bei Club Libertad und Club Cerro Porteño. Karrierehöhepunkt des vornehmlich auf Linksaußen eingesetzten Spielers war der Sieg mit der Nationalmannschaft bei der Copa América 1979.

## Karriere
Als Eugenio Morel sieben Jahre alt war, zogen seine Eltern mit ihm von der paraguayischen Hauptstadt Asunción in die Hauptstadt des reicheren Nachbarlandes Argentinien, Buenos Aires.
Seinen ersten Kontakt mit dem großen Fußball machte er 1969, als er sich dem Spitzenverein Racing Club im Industrievorort Avellaneda anschloss. 1970 debütierte er in der Kampfmannschaft des Vereins. In den folgenden Jahren spielte er ab 1972 bei CA Talleres (Remedios de Escalada), von 1974 bis 1979 bei Club Libertad in seiner Geburtsstadt Asunción. Von 1980 bis 1981 spielte er wieder in Buenos Aires bei den Argentinos Juniors, wo er in seinem ersten Jahr die Vizemeister wurde. 1982 spielte er bei CA San Lorenzo de Almagro, 1983 wieder in Asunción bei Club Cerro Porteño und 1984 in Bolivien beim Verein Oriente Petrolero.
Insgesamt spielte Eugenio Morel bis zu seinem 46. Lebensjahr professionellen Fußball. Neben zahlreichen Engagements bei weniger prominenten Vereinen im Hinterland Paraguays spielte er zudem 1987 beim chilenischen Spitzenverein CD O’Higgins.
Höhepunkt der Laufbahn Eugenio Morels stellte der Gewinn der Copa América 1979 mit der Nationalmannschaft Paraguays dar. Bei diesem erst zweiten und bislang letzten Titelgewinn Paraguays in diesem Wettbewerb erzielte er vier Treffer und wurde damit gemeinsam mit dem Chilenen Jorge Peredo Torschützenkönig. Zwei seiner Tore erzielte er in den drei Finalspielen gegen Chile, wenngleich seinem Fallrückziehertor im Halbfinalrückspiel gegen Brasilien allgemein größerer Erinnerungswert beigemessen wird. Insgesamt bestritt Morel 13 Länderspiele für Paraguay.
In späteren Jahren arbeitete Eugenio Morel als Trainer, vor allem auch im Jugendbereich.
Eugenio Morel hat fünf Söhne, von denen Claudio Morel ebenfalls eine Karriere im Fußball einschlagen konnte, und neben großen Erfolgen auf Vereinsebene in Argentinien mit San Lorenzo und den Boca Juniors auch mit Paraguay an der Weltmeisterschaft 2010 teilnehmen durfte.

## Erfolge
Argentinos Juniors
- Vizemeister Argentiniens: 1980/81

Paraguay
- Copa América: 1979